# All Bright Electric
All Bright Electric è il nono album in studio del gruppo rock gallese Feeder, pubblicato nel 2016.

## Tracce

### Edizione standard
1. Universe of Life – 3:42
2. Eskimo – 3:48
3. Geezer – 3:53
4. Paperweight – 3:18
5. Infrared Ultraviolet – 5:15
6. Oh Mary – 3:10
7. The Impossible – 3:57
8. Divide the Minority – 3:28
9. Angels and Lullabys – 3:08
10. Hundred Liars – 4:21
11. Another Day on Earth – 3:54

### Edizione deluxe
1. Universe of Life – 3:42
2. Eskimo – 3:48
3. Geezer – 3:53
4. Paperweight – 3:18
5. Infrared Ultraviolet – 5:15
6. Oh Mary – 3:10
7. The Impossible – 3:57
8. Divide the Minority – 3:28
9. Angels and Lullabys – 3:08
10. Holy Water – 3:37
11. Hundred Liars – 4:21
12. Another Day on Earth – 3:54
13. Slint – 3:17
14. Eyes to the Sky – 3:29

## Formazione
- Grant Nicholas – voce, chitarra
- Taka Hirose – basso
- Karl Brazil – batteria